# Eddie Robinson Coach of the Year
L'Eddie Robinson Coach of the Year est une récompense décernée chaque année au meilleur entraîneur de football américain par la Football Writers Association of America. 
Le nom du trophée fait référence à Eddie Robinson, ancien entraîneur principal de Grambling State pendant 55 ans et avec lequel il remporte 408 matchs (165 défaites et 15 nuls), record de NCAA. Il est intronisé au College Football Hall of Fame en 1997. Il meurt le 3 avril 2007.

## Palmarès
| Saisons | Lauréats               | Équipes                          |
| ------- | ---------------------- | -------------------------------- |
| 1957    | Woody Hayes            | Buckeyes d'Ohio State            |
| 1958    | Paul Dietzel           | Tigers de LSU                    |
| 1959    | Ben Schwartzwalder     | Orange de Syracuse               |
| 1960    | Murray Warmath         | Golden Gophers du Minnesota      |
| 1961    | Darrell Royal          | Longhorns du Texas               |
| 1962    | John McKay             | Trojans de l'USC                 |
| 1963    | Darrell Royal          | Longhorns du Texas               |
| 1964    | Ara Parseghian         | Fighting Irish de Notre Dame     |
| 1965    | Duffy Daugherty        | Spartans de Michigan State       |
| 1966    | Tom Cahill             | Black Knights de l'Army          |
| 1967    | John Pont              | Hoosiers de l'Indiana            |
| 1968    | Woody Hayes            | Buckeyes d'Ohio State            |
| 1969    | Bo Schembechler        | Wolverines du Michigan           |
| 1970    | Alex Agase             | Wildcats de Northwestern         |
| 1971    | Bob Devaney            | Cornhuskers du Nebraska          |
| 1972    | John McKay             | Trojans de l'USC                 |
| 1973    | Johnny Majors          | Panthers de Pittsburgh           |
| 1974    | Grant Teaff            | Bears de Baylor                  |
| 1975    | Woody Hayes            | Buckeyes d'Ohio State            |
| 1976    | Johnny Majors          | Panthers de Pittsburgh           |
| 1977    | Lou Holtz              | Razorbacks de l'Arkansas         |
| 1978    | Joe Paterno            | Nittany Lions de Penn State      |
| 1979    | Earle Bruce            | Buckeyes d'Ohio State            |
| 1980    | Vince Dooley           | Bulldogs de la Géorgie           |
| 1981    | Danny Ford             | Tigers de Clemson                |
| 1982    | Joe Paterno            | Nittany Lions de Penn State      |
| 1983    | Howard Schnellenberger | Hurricanes de Miami              |
| 1984    | LaVell Edwards         | Cougars de BYU                   |
| 1985    | Fisher DeBerry         | Falcons de l'Air Force           |
| 1986    | Joe Paterno            | Nittany Lions de Penn State      |
| 1987    | Dick MacPherson        | Orange de Syracuse               |
| 1988    | Lou Holtz              | Fighting Irish de Notre Dame     |
| 1989    | Bill McCartney         | Buffaloes du Colorado            |
| 1990    | Bobby Ross             | Yellow Jackets de Georgia Tech   |
| 1991    | Don james              | Huskies de Washington            |
| 1992    | Gene Stallings         | Crimson Tide de l'Alabama        |
| 1993    | Terry Bowden           | Tigers d'Auburn                  |
| 1994    | Rich Brooks            | Ducks de l'Oregon                |
| 1995    | Gary Barnett           | Wildcats de Northwestern         |
| 1996    | Bruce Snyder           | Sun Devils d'Arizona State       |
| 1997    | Mike Price             | Cougars de Washington State      |
| 1998    | Phillip Fulmer         | Volunteers du Tennessee          |
| 1999    | Frank Beamer           | Hokies de Virginia Tech          |
| 2000    | Bob Stoops             | Sooners de l'Oklahoma            |
| 2001    | Ralph Friedgen         | Terrapins du Maryland            |
| 2002    | Jim Tressel            | Buckeyes d'Ohio State            |
| 2003    | Nick Saban             | Tigers de LSU                    |
| 2004    | Urban Meyer            | Utes de l'Utah                   |
| 2005    | Charlie Weis           | Fighting Irish de Notre Dame     |
| 2006    | Greg Schiano           | Scarlet Knights de Rutgers       |
| 2007    | Mark Mangino           | Jayhawks du Kansas               |
| 2008    | Nick Saban             | Crimson Tide de l'Alabama        |
| 2009    | Gary Patterson         | Horned Frogs de TCU              |
| 2010    | Chip Kelly             | Ducks de l'Oregon                |
| 2011    | Mike Gundy             | Cowboys d'Oklahoma State         |
| 2012    | Brian Kelly            | Fighting Irish de Notre Dame     |
| 2013    | Gus Malzahn            | Tigers d'Auburn                  |
| 2014    | Gary Patterson         | Horned Frogs de TCU              |
| 2015    | Kirk Ferentz           | Hawkeyes de l'Iowa               |
| 2016    | Mike MacIntyre         | Buffaloes du Colorado            |
| 2017    | Scott Frost (en)       | Knights de l'UCF                 |
| 2018    | Bill Clark (en)        | Blazers de l'UAB                 |
| 2019    | Ed Orgeron (en)        | Tigers de LSU                    |
| 2020    | Jamey Chadwell (en)    | Chanticleers de Coastal Carolina |
| 2021    | Luke Fickell (en)      | Bearcats de Cincinnati           |
| 2022    | Sonny Dykes (en)       | Horned Frogs de TCU              |
| 2023    | Kalen DeBoer (en)      | Huskies de Washington            |
| 2024    | Curt Cignetti (en)     | Hoosiers de l'Indiana            |